# یوری گاوریلوف (بازیکن فوتبال)
یوری گاوریلوف (روسی: Юрий Васильевич Гаврилов؛ زادهٔ ۳ مهٔ ۱۹۵۳) بازیکن و مربی فوتبال اهل اتحاد جماهیر شوروی سوسیالیستی بود.
از باشگاه‌هایی که در آن بازی کرده‌است می‌توان به باشگاه فوتبال دنیپرو، باشگاه فوتبال ساترن رامنسکویه، باشگاه فوتبال اسپارتاک مسکو، باشگاه فوتبال دینامو مسکو، باشگاه فوتبال لوکوموتیو مسکو، و باشگاه فوتبال کراسنوزنامنسک اشاره کرد.
وی همچنین در تیم ملی فوتبال شوروی بازی کرده‌است.